# Ascanio Libertano
Ascanio Libertano (também Ascanio Libertani) (falecido a 10 de março de 1607) foi um prelado católico romano que serviu como bispo de Cagli (1591–1607).

## Biografia
No dia 19 de julho de 1591, Ascanio Libertano foi nomeado bispo de Cagli durante o papado de Gregório XIV. A 4 de agosto de 1591, foi consagrado bispo por Girolamo Bernerio, bispo de Ascoli Piceno, com Paolo Alberi, arcebispo emérito de Dubrovnik, e Leonard Abel, bispo titular de Sídon, servindo como co-consagradores. Serviu como bispo de Cagli até à sua morte a 10 de março de 1607.